# 蒂妮·瓦赫纳
蒂妮·瓦赫纳（荷蘭語：Tini Wagner，1919年12月17日—2004年6月2日），荷兰女子游泳运动员。她曾代表荷兰参加1936年夏季奥林匹克运动会游泳比赛，获得女子4×100米自由泳接力金牌。